# Evropská silnice E87
Mezinárodní silnice E87 je evropská silnice, která vede z ukrajinské Oděsy podél rumunského a bulharského pobřeží Černého moře, a pak západním Tureckem podél egejského pobřeží a do středomořského přístavu Antalya. Vede pěti státy, z toho Moldavskem jen ve dvou velmi krátkých úsecích (7,5 a 2,5 km). 
První z těchto úseků (přes Palancu) je předmětem sporu mezi Moldavskem a Ukrajinou, která je vlastníkem silnice, ale usiluje získat i dotyčné území. Alternativní trasou z Oděsy do Izmailu (a celé jižní části Oděské oblasti) je pouze silnice H-33 přes Ovidiopol a Bilhorod-Dnistrovskyj, která moldavské území míjí, kvůli obcházení Dněsterského limanu je ale asi o 20 km delší.
Na původní trase byla E87 dvakrát fyzicky přerušena – u Brăily (trajekt přes Dunaj) a u Çanakkale (trajekt přes Dardanely). Na obou těchto místech je již možné přejet po mostě – u Çanakkale po mostě 1915 Çanakkale (otevřen roku 2022) a u Brăily po Brăilském mostě (2023).
Okolo Dunaje vede trasa značnou oklikou přes rumunská města Galați a Brăila, kde se od roku 2023 nachází nejbližší most. Je možné cestu zkrátit o více než 100 km využitím přívozu z ukrajinské Orlivky do rumunské Isaccei.

## Trasa
Ukrajina
- Oděsa (E58, E95) – Majaky

 Moldavsko
- – Palanca –

 Ukrajina
- Udobne – Monaši – Tatarbunary – Izmail – Orlivka (přívoz  Isaccea) – Reni

 Moldavsko
- Giurgiulești (E584→)

 Rumunsko
- – Galați – Brăila (→E584)
- Brăila – Măcin – Isaccea – Tulcea – Ovidiu
- – Konstanca (E60, E81) –
- – Techirghiol – Mangalia – Vama Veche

 Bulharsko
- Durankulak – Balčik – Varna (E70) – Nesebar – Burgas (E773, E871) – Malko Tărnovo

 Turecko
- Dereköy – Kırklarelı – E80 – Babaeski
- Babaeski – Havsa
- Havsa – Uzunköprü – Keşan (E84, E90→) – Gelibolu (→E90) – odbočka na most 1915 Çanakkale –  Kilitbahir přívoz Çanakkale – Edremit – Ayvalık – Zeytindağ
- – Aliağa –
- Smyrna (E96, E881)
- – Aydin
- – Sarayköy –
- Denizli – Çavdır – Söğüt
- Söğüt – Korkuteli – Antalya